# Messerschmitt M20
Die Messerschmitt M20 war ein für zehn Passagiere ausgelegtes Verkehrsflugzeug der Bayerischen Flugzeugwerke AG in Augsburg. Es wurde von Willy Messerschmitt entworfen.

## Geschichte

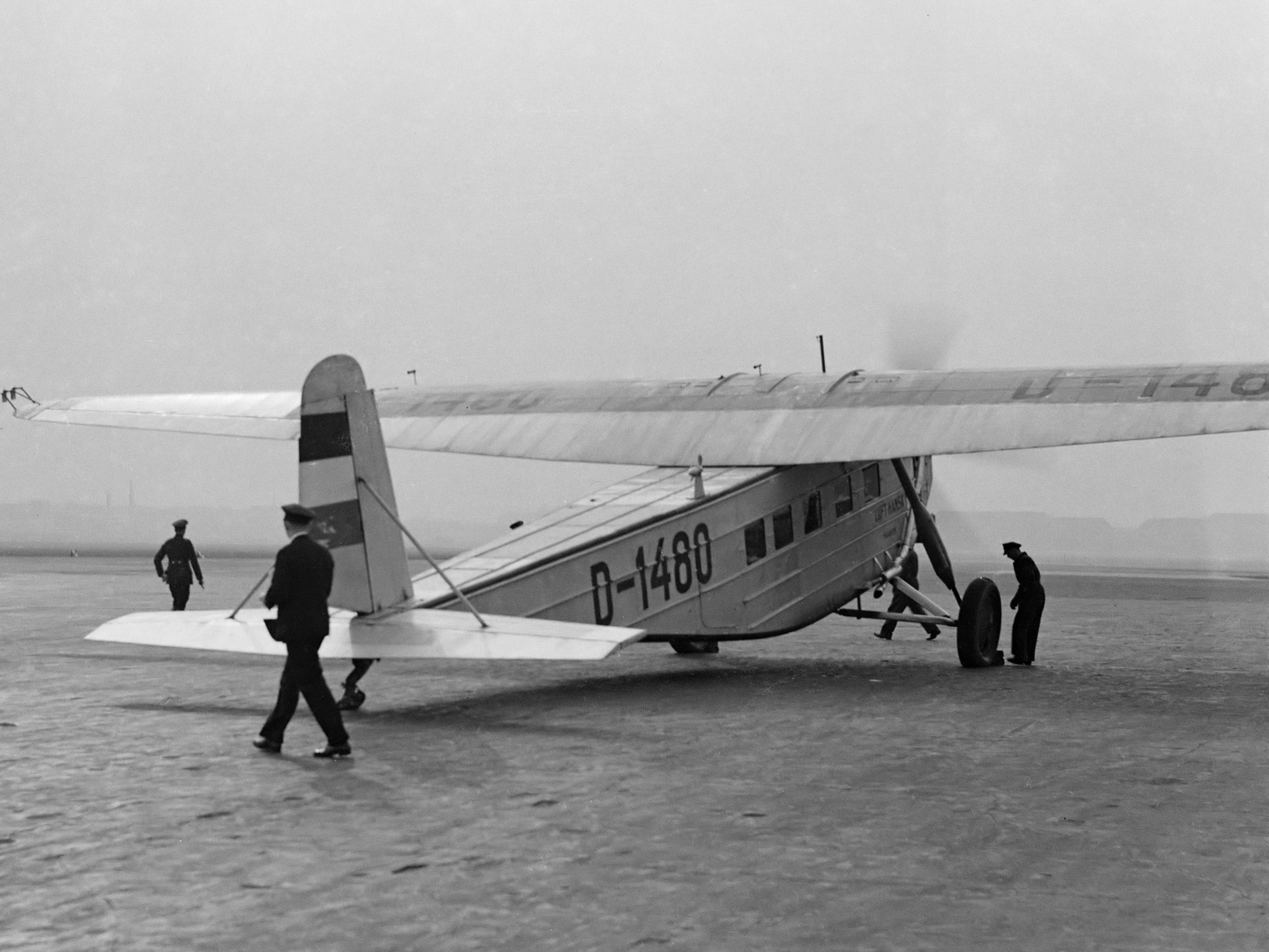
M20 (1934)

Das im Auftrag der Deutschen Luft Hansa (DLH, ab 1933 Deutsche Lufthansa) entwickelte Flugzeug war ein Schulterdecker in Leichtmetallbauweise und wurde von einem BMW-VIa-Motor mit 500 PS angetrieben.
Der erste Prototyp stürzte wegen Bruch des Leitwerks beim Erstflug am 26. Februar 1928 ab. Dabei wurde der Lufthansa-Pilot Hans Hackmack getötet.
Die Lufthansa übernahm 1929 zwei Flugzeuge, 1930 ein weiteres Flugzeug und charterte von der DVS ein Flugzeug. Vier weitere Flugzeuge wurden bis April 1931 geliefert.
Am 6. Oktober 1930 stürzte die D-1930 bei Dresden beim Landeanflug wegen Windböen ab. Dabei wurden die zweiköpfige Besatzung und die sechs Passagiere (darunter Richard Kühnelt) getötet. Am 14. April 1931 stürzte die D-1928 bei Rietschen in der Oberlausitz ab, wobei die zweiköpfige Besatzung ums Leben kam und die sieben Fluggäste zum Teil verletzt wurden. Grund war ein Bruch des Leitwerkes, worauf die Lufthansa das Flugzeugmuster sofort außer Dienst stellte.
Die weiteren bestellten Flugzeuge nahm die DLH nicht von den BFW ab, was zu einem Rechtsstreit führte. Da die DLH die bereits gebauten Flugzeuge nicht bezahlte, trug dies zum Konkurs der Bayerischen Flugzeugwerke bei. Erst im September und Oktober 1932 wurden die letzten sechs Flugzeuge geliefert. Danach wurde die M20 auch wieder im Streckenverkehr eingesetzt.
Von 1933 bis 1935 war sie eines der Hauptmuster der DLH, bis sie von der Junkers Ju 52/3m abgelöst wurde. Fünf Flugzeuge wurden von 1935 bis 1937 an die Luftwaffe verchartert. Nach 1935 wurde das Flugzeug verstärkt im sonstigen Bedarfsverkehr eingesetzt, unter anderem bei der DLH-Tochter Hansa Flugdienst.
Bei Kriegsbeginn wurden die Flugzeuge an die Luftwaffe verchartert, wo sie bis 1943 alle verschrottet wurden. Insgesamt besaß die DLH 14 M20, davon 13 eigene Flugzeuge. Insgesamt wurden 4,1 Mio. Kilometer mit der M20 bei der DLH geflogen, davon 3,75 Mio. Kilometer im Planverkehr.

## Technische Daten

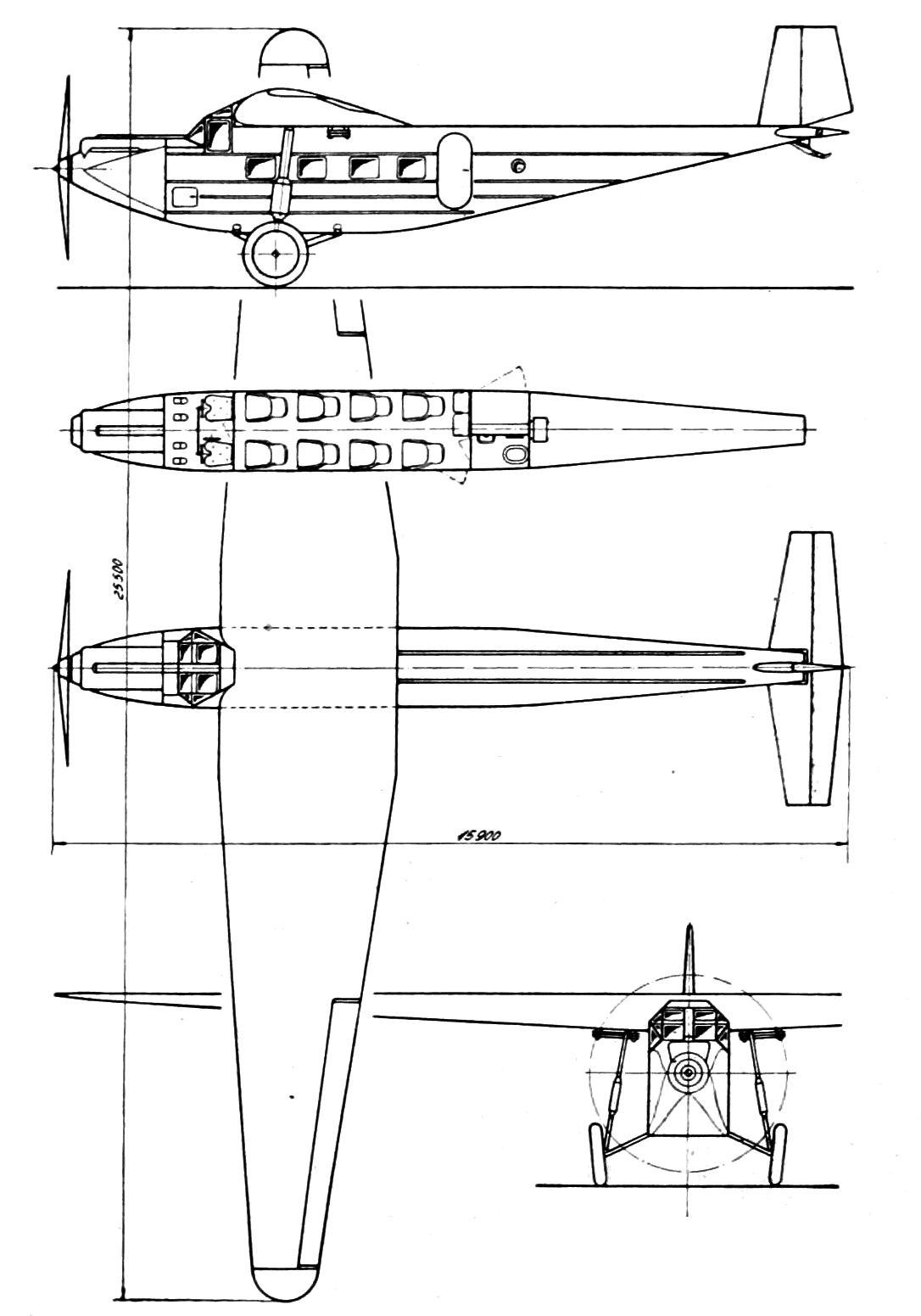
Dreiseitenansicht

| Kenngröße             | Daten                            |
| --------------------- | -------------------------------- |
| Besatzung             | 2 (Pilot, Copilot)               |
| Passagiere            | 10                               |
| Länge                 | 14,90 m                          |
| Spannweite            | 25,50 m                          |
| Höhe                  | 3,75 m                           |
| Flügelfläche          | 65,00 m²                         |
| Flügelstreckung       | 10,0                             |
| Leermasse             | 2600 kg                          |
| Startmasse            | maximal 4650 kg                  |
| Antrieb               | ein BMW VIa, 500 PS (ca. 370 kW) |
| Höchstgeschwindigkeit | 219 km/h                         |
| Reisegeschwindigkeit  | 190 km/h                         |
| Gipfelhöhe            | 5500 m                           |
| Reichweite            | 880 km                           |